# Slobodoumlje
Slobodoumlje u najširem smislu označava pogled na svijet koji nije sputan dogmom ili tradicijom. 
U užem smislu slobodoumlje predstavlja filozofski stav prema kome se uvjerenja mogu temeljiti isključivo na znanstvenim i logičnim principima, a ne na tradiciji, dogmi, autoritetima ili emocijama. 
Slobodoumnost se često povezuje s političkim ideologijama liberalizma i libertarijanstva odnosno s ateizmom i agnosticizmom.

## Vanjske poveznice
- A History of Freethought  Arhivirana inačica izvorne stranice od 6. listopada 2008. (Wayback Machine)
- [neaktivna poveznica]